# مناورات جند الإسلام
جند الإسلام أو (بالإنجليزية: Islamic Soldiers Maneuvers)‏ هي مناورات عسكرية تجريها القوات المسلحة السعودية.

## المناورات المنفذة
- جند الإسلام 1 : أقيمت فعاليات المناورة في 15 مارس 2012.[2][3]